# 金湖站 (寧淮鐵路)
规划中的宁淮铁路金湖站位于江苏省金湖县戴楼街道，距淮安东站134公里，距南京站100公里，隶属上海铁路局管辖。